# National Cycle Network
Het National Cycle Network is een netwerk van fietsroutes in het Verenigd Koninkrijk.  
De ontwikkeling van het NCN of National Cycle Network werd bekostigd door giften van Sustrans (Sustainable Transport), en een donatie van 42,5 miljoen pond van de National Lottery. In 2005 werd het netwerk gebruikt voor meer dan 230 miljoen tochten.

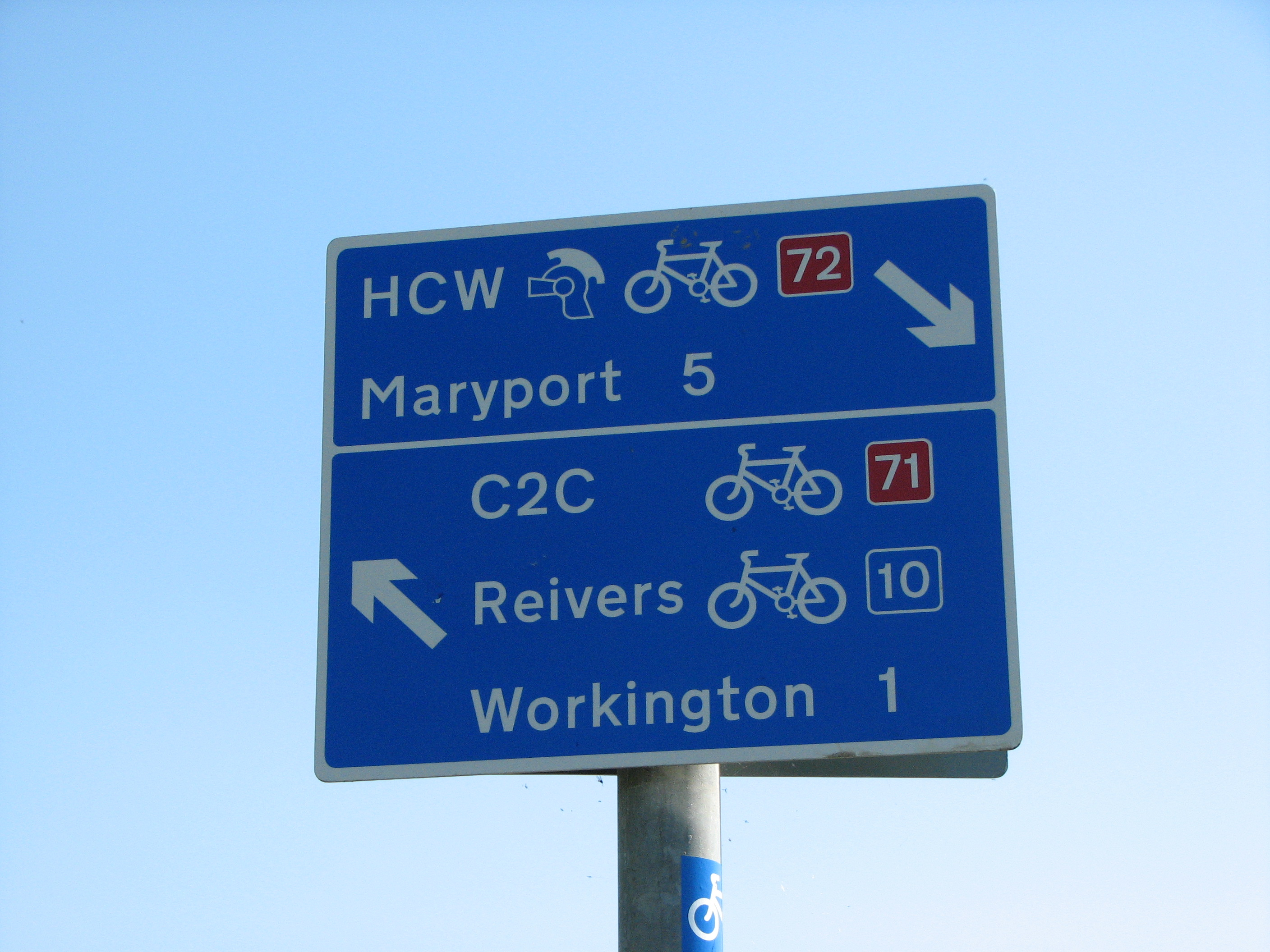
Routebord op de Reiversroute

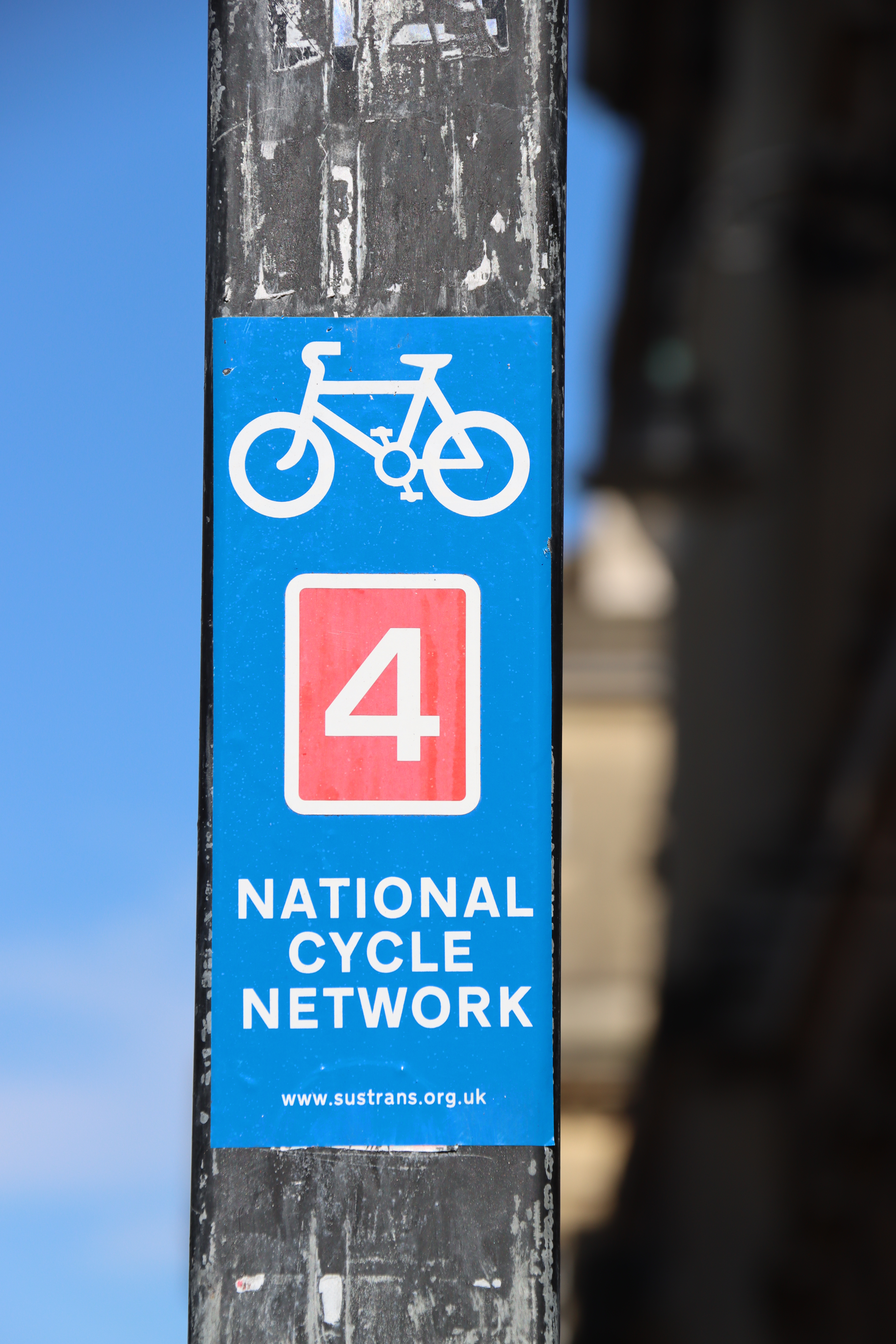
Route 4 in Bath

Veel routes proberen het contact met motorverkeer zo veel mogelijk te vermijden, ofschoon 70% loopt over gewone wegen. In sommige gevallen gebruikt het NCN voetpaden, gesloten spoorlijnen, landwegen, jaagpaden of verkeersluwe wegen in steden. Sommige gebieden hebben meer off-road-paden dan andere, bijvoorbeeld in de buurt van Stoke-on-Trent, waar het netwerk gebruikmaakt van jaagpaden langs kanalen en van oude mineraalspoorlijnen om zo meer dan 150 km off-road-paden door de stad te bieden.

## Totale lengte
Het originele plan was om voor het 'millenniumjaar' 2000 rond de 4000 km (2500 mijl) aan bewegwijzerde fietsroutes te creëren, waarvan minder dan 50% loopt over normale wegen, en allemaal geschikt voor kinderen vanaf 12 jaar zonder ouderlijk toezicht. Halverwege het jaar 2000 werd het respectabele aantal van 8000 km bereikt en werd het oorspronkelijke doel bijgesteld en een aanzet gegeven om de lengte te verdubbelen tot 16.000 km. Een doel dat vijf jaar later werd bereikt in augustus 2005.

## Systeem van nummering
Routes in het National Cycle Network met een nummer dat begint met een cijfer van 1 t/m 6 lopen over het algemeen door Engeland, terwijl routenummers beginnende met een 7 zich bevinden in het noorden van Engeland en Schotland. Routenummers die starten met het cijfer 8 komen vooral voor in Wales, en routes met een nummer dat begint met een 9 in Noord-Ierland. De hoofdroutes hebben een enkel cijfer (de routes 1 t/m 6 vormen stralen rechtsdraaiend vanaf het zuiden van Engeland). Andere NCN-routes worden aangegeven met twee cijfers en starten met het nummer van de relevante hoofdroute.
Er zijn ook verschillende regionale routes die lopen naar de grotere dorpen en steden, binnen de tien hiervoor aangeduide gebieden. Elk gebied is weer onderverdeeld in maximaal negen gebieden. Regionale routenummers bevatten het nummer van het gebied 1 tot en met 9, gevolgd door nog een cijfer. (Een uitzondering hierop zijn de Schotse Borders, waar de regionale routes al zijn genummerd van 1 tot en met 9.)

## Aanwijzingen
Het netwerk wordt aangegeven door middel van een witte fiets op een blauwe achtergrond, met een wit routenummer dat op zijn beurt wordt omkaderd. Op de gebruikte aanwijsbordjes of stickers wordt geen plaatsnaam, bestemming of afstand gegeven.
De nationale routenummers hebben een rode achtergrond, de regionale routenummers een blauwe achtergrond. Het systeem van de gebruikte symbolen is gebaseerd op dat van het Deense fietsnetwerk.

## Meer informatie
- Sustrans, 2002. The Official Guide To The National Cycle Network, 2e editie. Italy: Canile & Turin. ISBN 1-901389-35-9.